# Henk de Jong (voetbaltrainer)
Henk de Jong (Drachten, 27 augustus 1964) is een Nederlandse voetbaltrainer.

## Levensloop
De Jong volgde het CIOS in Heerenveen, waar hij les kreeg van Foppe de Haan en in een groep zat met Wiljan Vloet, Gertjan Verbeek en Jan de Jonge. Tot zijn 19e speelde hij bij Drachtster Boys. Daarna maakte hij een jaar deel uit van de eerste selectie van de sc Heerenveen, maar een knieblessure maakte een voortijdig einde aan zijn carrière.
De Jongs trainerscarrière begon bij Drachtster Boys. Hij trainde daar eerst zeven jaar de landelijke jeugd en vervolgens drie jaar het eerste van de club dat op dat moment in de Hoofdklasse speelde. De Fries maakte in 1997 de overstap naar de zondaghoofdklasser Sneek. In 1999 tekende hij een contract als assistent-trainer bij Heracles Almelo, waar hij onder Fritz Korbach kwam te werken. Na één seizoen nam De Jong weer afscheid van de club. Vervolgens was hij twee jaar assistent-trainer bij sc Heerenveen. Met de beloften van die club behaalde hij de landstitels. Via FC Groningen waar hij assistent-trainer was, keerde De Jong terug naar het amateurniveau en werd hij trainer bij Harkemase Boys. Een succesperiode brak aan, want met de club werd hij kampioen in de eerste- en hoofdklasse. In zijn laatste seizoen promoveerde hij zelfs als nummer twee naar de Topklasse. In mei 2009 levert dit hem de titel 'beste trainer van het amateurvoetbal' op.
De Jong kwam begin 2011 in dienst bij SC Cambuur als assistent-trainer. Aan het einde van het seizoen 2012/2013 was hij tijdelijk interim-hoofdtrainer en werd met de club kampioen van de Eerste divisie. De Jong zakte in diezelfde periode met een punt voor de cursus Coach Betaald Voetbal. Daarom mocht hij niet in de Eredivisie aantreden als hoofdcoach. In plaats daarvan was hij de rechterhand van Dwight Lodeweges. Lodeweges stapte in april 2014 vervroegd op, omdat zijn keuze om het volgende seizoen bij sc Heerenveen aan de slag te gaan niet goed viel bij de supporters uit Leeuwarden. De Jong volgde hem op en behaalde de twaalfde plaats in de Eredivisie. Ook het seizoen erop eindigde hij met de ploeg op de twaalfde plaats. In zijn derde seizoen als trainer van SC Cambuur, belandde de club in de onderste regionen van de Eredivisie. Op 9 februari 2016 legde hij zijn functie neer, omdat hij niet vond dat hij de juiste man was om de club weer naar boven te leiden. Cambuur stond op dat moment voorlaatste in de Eredivisie. Hij keerde enkele maanden later terug bij FC Groningen als commercieel medewerker.
De Jong werd in december 2016 aangesteld als hoofdtrainer van De Graafschap, op dat moment de nummer zestien van de Eerste divisie. Hij volgde de ontslagen Jan Vreman op. Bij zijn debuut, op vrijdag 13 januari 2017, ging hij met De Graafschap met 2-1 onderuit bij FC Eindhoven. Hij eindigde uiteindelijk op de twaalfde plaats met de club uit Doetinchem. In zijn tweede seizoen als hoofdtrainer promoveerde De Jong via de play-offs naar de Eredivisie. Na het seizoen 2018/2019 nam hij afscheid van De Graafschap en ging weer aan de slag als hoofdtrainer bij SC Cambuur. In zijn eerste seizoen lag De Jong met Cambuur op koers voor promotie, totdat de competitie als gevolg van de coronacrisis werd afgebroken. Een jaar later was promotie alsnog een feit en pakte het ook op 23 april 2021 de titel. In augustus 2021 werd de Rinus Michels Award aan hem toegekend.
In oktober 2022 stopte De Jong om gezondheidsredenen per direct als trainer van Cambuur. Een jaar eerder, in december 2021, was De Jong al korte tijd afwezig nadat er bij hem een cyste in zijn hoofd werd vastgesteld en in maart 2022 maakte Cambuur bekend dat De Jong wegens zijn gezondheid het seizoen 2021/22 niet af kon maken. De club maakte in maart 2023 bekend dat De Jong onder het mes was gegaan om de cyste te verwijderen en dat de operatie succesvol was verlopen Op 10 oktober 2023 keerde De Jong na het ontslag van Sjors Ultee weer terug als trainer van Cambuur. Op 16 april 2025 werd zijn aflopende contract bij de club met twee seizoenen verlengt.

## Erelijst als trainer
SC Cambuur
- Eerste divisie: 2012/13, 2020/21

1 Jansen ·
2 Caschili ·
3 Smand ·
5 Poll ·
6 Van Mullem ·
7 Balk ·
8 Kieftenbeld ·
9 Afolabi ·
10 De Jong ·
11 Alhaft ·
12 Diemers  ·
14 Casas ·
15 Ottesen ·
16 Galvez ·
17 Nartey ·
18 Rölke ·
19 De Leeuw ·
20 Nieling ·
21 Schaapman ·
22 Reiziger ·
23 Minnema ·
24 Jonker ·
25 Marsman ·
26 Mercera ·
27 Kooistra ·
28 Souren ·
29 Pauwels ·
30 Van der Veen ·
31 Renkel ·
33 Priem ·
36 Visser ·
41 Henstra ·
43 Bakkati ·
44 Potma ·
99 Hilterman ·
Coach: De Jong
· Assistent-coach: Burghout
· Assistent-coach: Reinsma
· Keeperstrainer: Van der Vlag